# Johnston (Iowa)
Johnston is een plaats (city) in de Amerikaanse staat Iowa, en valt bestuurlijk gezien onder Polk County.

## Demografie
Bij de volkstelling in 2000 werd het aantal inwoners vastgesteld op 8649. In 2006 is het aantal inwoners door het United States Census Bureau geschat op 14.513, een stijging van 5864 (67,8%).

## Geografie
Volgens het United States Census Bureau beslaat de plaats een oppervlakte van 40,2 km², waarvan 37,2 km² land en 3,0 km² water.

## Plaatsen in de nabije omgeving
De onderstaande figuur toont nabijgelegen plaatsen in een straal van 12 km rond Johnston.